# Stenolis angulata
Stenolis angulata är en skalbaggsart som först beskrevs av Fabricius 1801.  Stenolis angulata ingår i släktet Stenolis och familjen långhorningar. Inga underarter finns listade i Catalogue of Life.